# 불가리아 노동사회민주당
불가리아 노동사회민주당(불가리아어: Българска работническа социалдемократическа партия, БРСДП)은 1894년 불가리아 왕국에서 발족한 불가리아의 마르크스주의 정당이다. 이 정당은 불가리아 공산당의 전신이다.

## 역사
1891년 7월 디미타르 블라고예프의 주도로 불가리아에 존재하는 다양한 마르크스주의 단체들이 하나로 통합되어 불가리아 사회민주당(불가리아어: Българска социалдемократическа партия)이 출범하였다. 1894년 얀코 사카조프가 이끄는 불가리아 사회민주연합(불가리아어: Български социалдемократически съюз)이 이 정당에 통합되었고 같은해 불가리아 노동사회민주당(불가리아어: Българска работническа социалдемократическа партия, БРСДП)으로 개칭하였다.
이 정당은 1897년에 마르크스주의를 공식 강령으로 채택하였고, 1899년 농민 봉기가 발발하자 이를 적극적으로 지원하였다. 비록 봉기는 실패했지만 노동사회민주당은 농민의 지지를 얻었으며, 이 시기의 대부분의 마르크스주의 정당이 노동자에게 지지를 얻은 것을 감안하면 이는 매우 이례적인 일이었다.
1917년 러시아 혁명이 일어나며 러시아 제국이 붕괴되고 소비에트 연방미 탄생하는 일련의 과정을 목격한 이후 볼셰비키를 추종하는 급진파가 독립하여 불가리아 공산당을 세웠다. 그러나 중도파와 멘셰비키를 추종하는 온건파는 당에 잔류하며 합법 노선을 주장하였다.
그러나 1935년 보리스 3세가 일으킨 쿠데타로 이 정당은 불법 정당이 되었고, 1944년까지 모든 활동이 금지되었다. 1944년 조국전선이 집권한 이후 다시 합법화되었고 키몬 게오르기에프와 바실 콜라로프가 이끄는 개혁정부 연정에 참가하였다.
1946년 불가리아 인민공화국 수립 이후 당 지도부는 불가리아 공산당과 점진적 통합을 결정했고 두 정당은 1948년에 완전히 통합되었다.